# 早稻田南町
早稻田南町（日语：／ Waseda-minamichō */?）是東京都新宿區的町名。未實施住居表示。當地人口825人（2013年8月1日）。郵遞區號為162-0043。

## 地理
位於新宿區北部。北部、西部接早稻田町，東北部、東部鄰辯天町，南部連喜久井町。地域內多為住宅地，北部有早稻田通通過。

## 歷史
江戶初期屬牛込早稻田村。1872年（明治5年）成立早稻田南町。

### 地名由來
位於牛込早稻田町南部而得名。

## 交通
町域內沒有鐵路車站，可利用東京地下鐵東西線早稻田站。

## 設施
- 漱石公園（漱石山房跡、夏目漱石辭世之處）

## 備註
1. ↑  『角川日本地名大辞典 13　東京都』、角川書店、1991年再版、P880
2. ↑  .   [2013-08-10]. （原始内容存档于2014-08-19）.

## 外部連結
- 新宿區役所 （页面存档备份，存于）